# Sundhagen
Sundhagen ist eine Gemeinde im Landkreis Vorpommern-Rügen des Landes Mecklenburg-Vorpommern. Sie ist Teil des Amtes Miltzow.

## Geografie

### Geografische Lage
Die Gemeinde grenzt im Norden an den Strelasund, einen Meeresarm der Ostsee zwischen dem Festland und der Insel Rügen, und an den Greifswalder Bodden. Die maximalen Geländehöhen im Gemeindegebiet erreichen 32 Meter über NHN südöstlich von Reinkenhagen und 31,4 Meter über NHN mit dem Lindowsberg, sonst aber nur durchschnittlich 10 bis 20 Meter über NHN. Größere Waldgebiete existieren westlich von Wilmshagen und Bremerhagen und südwestlich von Kirchdorf und Horst.

### Gemeindegliederung
Zur Gemeinde Sundhagen gehören folgende Ortsteile:
| - Ahrendsee - Altenhagen - Behnkendorf - Berghof - Brandshagen - Bremerhagen - Dömitzow | - Engelswacht - Falkenhagen - Gerdeswalde - Groß Behnkenhagen - Groß Miltzow - Hankenhagen - Hildebrandshagen | - Horst - Jager - Jeeser - Kirchdorf - Klein Behnkenhagen - Klein Miltzow - Mannhagen | - Middelhagen - Miltzow - Neuhof - Niederhof - Oberhinrichshagen - Reinberg - Reinkenhagen | - Schönhof - Segebadenhau - Stahlbrode - Tremt - Wendorf - Wilmshagen - Wüstenfelde |

### Nachbargemeinden
Sundhagen grenzt im Norden an die Stadt Stralsund, an Wendorf und Zarrendorf, im Westen an Elmenhorst und Wittenhagen, im Südwesten an die Stadt Grimmen und an Süderholz, im Südosten an Wackerow und im Osten an Mesekenhagen (die beiden letzteren gehören zum Amt Landhagen im Landkreis Vorpommern-Greifswald).

### Geologie
Im 19. Jahrhundert und bis in die 1950er Jahre wurden in vielen Moorlinsen Torfstiche betrieben, da es sonst kaum Brennstoffe gab. Es gibt mehrere Kiesvorkommen, die teilweise im Tagebau abgebaut wurden bzw. werden. Im Gemeindegebiet, besonders um Miltzow und Reinkenhagen, gibt es Erdölquellen, dort wurde bis 1996 Erdöl gefördert, sie sind aber wegen Unwirtschaftlichkeit stillgelegt. An der Grenze zu Mesekenhagen liegen historische Salzquellen.

## Geschichte

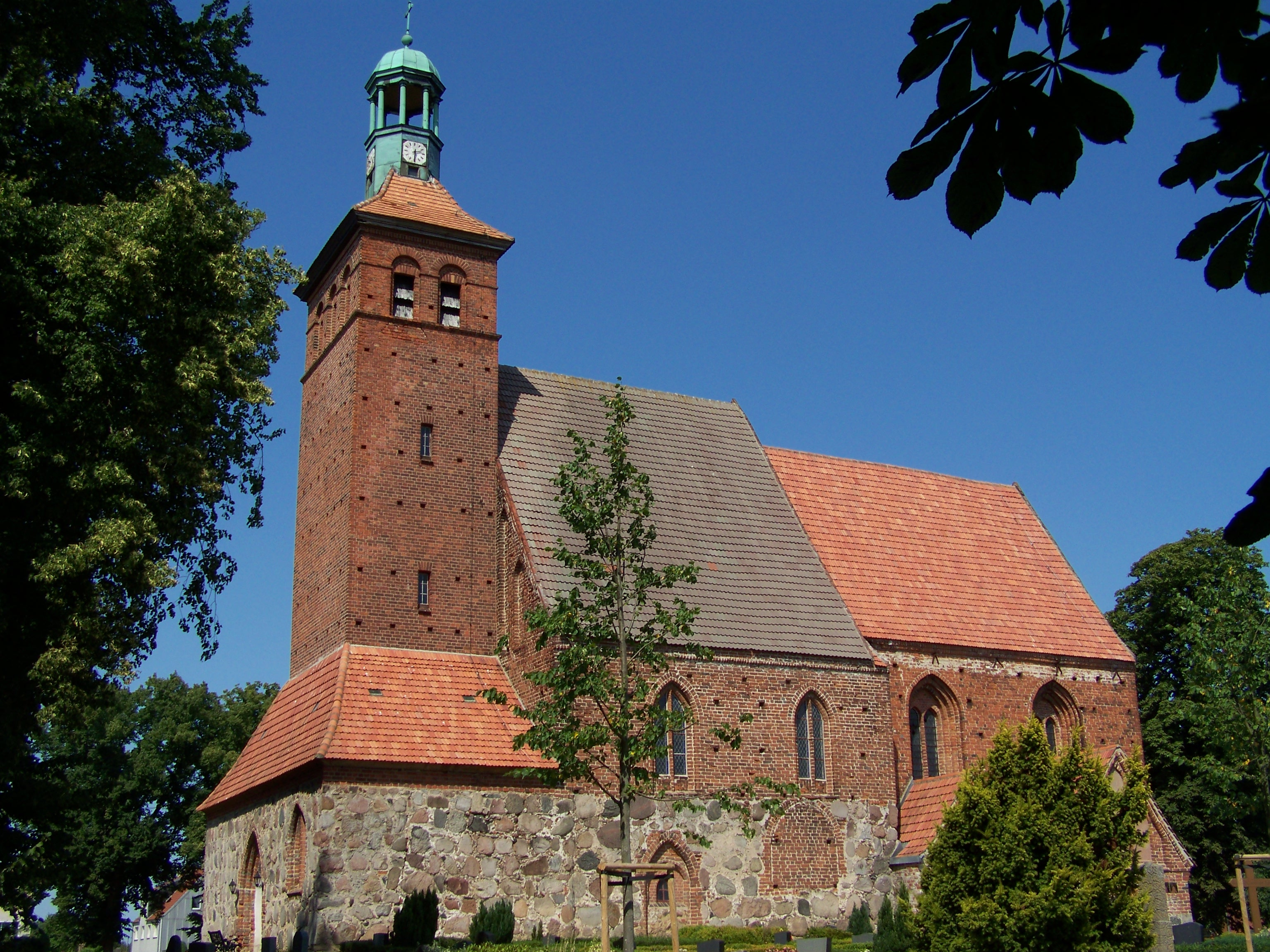
Dorfkirche Reinkenhagen

### Sundhagen
Sundhagen wurde am 7. Juni 2009 durch den Zusammenschluss der Gemeinden Behnkendorf, Brandshagen, Horst, Kirchdorf, Miltzow, Reinberg und Wilmshagen gebildet. Der Name ist ein Kunstwort ohne geschichtlichen Bezug und wurde beim Zusammenschluss der ehemaligen Gemeinden gewählt. Er leitet sich vom Strelasund = Sund ab, an dessen südöstlichem Ende sie sich befindet und der vielen frühdeutschen Hagendörfer = Hagen.
Auf dem Gemeindegebiet fanden sich Spuren aus der Frühzeit um 7500 v. Chr. sowie 4000 bis 1800 v. Chr. Das Gebiet war zunächst von Herulern, später von Rugiern besiedelt und danach von slawische Stämmen wie u. a. die Wilzen. Im 12. Jahrhundert gelangt das Gebiet an das Fürstentum Rügen und verbleibt dort bis 1325 und fiel dann an Pommern-Wolgast. Nach den Rügischen Erbfolgekriegen (1326 bis 1354) verblieb das Gebiet beim Herzogtum Pommern-Wolgast. Nach dem Westfälischen Frieden übernahm 1648 das Königreich Schweden mit Schwedisch-Pommern das Gebiet, welches 1719/20 zeitweise und endgültig 1815 als Neuvorpommern im Landkreis Grimmen zu Preußen kam, wo es bis 1945 verblieb. Nach 1945 war das Gebiet bis 1952 im Landkreis Grimmen im Land Mecklenburg, bis 1990 im Kreis Grimmen im Bezirk Rostock sowie bis 1994 im Landkreis Grimmen, bis 2011 im Landkreis Nordvorpommern und danach im Landkreis Vorpommern-Rügen in Mecklenburg-Vorpommern.
Bei den Ortsnamen findet sich oft der Namensteil -hagen, der für Rodungssiedlung im Wald steht.

### Ortsteile
Ahrendsee wurde erstmals 1304 als Arnesse genannt. Bis zum 6. Juni 2009 gehörte der Ort zur Gemeinde Behnkendorf.
Altenhagen wurde erstmals 1320 urkundlich erwähnt.
Behnkendorf wurde 1304 erstmals urkundlich erwähnt. Nach einer Urkunde von 1323 gehörte der Ort dem Spital St. Spiritus Stralsund.
Berghof war ein Vorwerk von Ahrendsee und hieß 1880 Heidehof und seit 1920 Berghof.
Brandshagen wurde erstmals als Boranteshagen 1249 urkundlich erwähnt. Die Grundlage für die Ortsbildung war eine frühdeutsche (1230 bis 1400) Turmhügelburg, die „Seeräuberburg“.
Bremerhagen wurde 1323 erstmals als Bremerhaghen urkundlich erwähnt. Bis zum 6. Juni 2009 gehörte der Ort zur Gemeinde Wilmshagen.
Dömitzow wurde 1346 erstmals als Demzow urkundlich erwähnt. Der Ort kam, wie viele in der Umgebung bis 1418 als Besitz an die Stadt und das Heilig Geist Hospital Greifswald. Bis zum 6. Juni 2009 gehörte der Ort zur Gemeinde Reinberg.
Engelswacht wurde 1835 in preußischen Plänen als Gutsdorf aufgeführt. Bis zum 6. Juni 2009 gehörte der Ort zur Gemeinde Miltzow.
Falkenhagen wurde erstmals 1320/1325 als Valkenhaghen genannt. Bis zum 6. Juni 2009 gehörte der Ort zur Gemeinde Reinberg.
Gerdeswalde wurde erstmals 1835 in preußischen Plänen aufgeführt. Bis zum 6. Juni 2009 gehörte der Ort zur Gemeinde Horst.
Groß Behnkenhagen wurde erstmals 1304 als Benekenhaghen genannt. Bis zum 6. Juni 2009 gehörte der Ort zur Gemeinde Behnkendorf.
Groß Miltzow wurde 1313 erstmals als Mildessowe genannt. Bis zum 6. Juni 2009 gehörte der Ort zur Gemeinde Brandshagen.
Hankenhagen wurde erstmals 1835 in preußischen Plänen als langgestrecktes bogenförmiges Bauerndorf aufgeführt. Bis zum 6. Juni 2009 gehörte der Ort zur Gemeinde Miltzow.
Hildebrandshagen wurde erstmals 1301 als Hildebrandeshaghen genannt. Am 1. Juli 1950 wurde der Ort nach Behnkendorf eingemeindet.
Horst wurde 1323 erstmals erwähnt. In der Frühzeit war für den Ort die oft umkämpfte Burg Ekberg bestimmend.
Jager wurde erstmals 1345 als Jawer (slawisch = Ahorn) genannt. Es war Johann von Gristow, der ehemalige Herr auf Burg Ekberg, er musste als Sicherheit für geliehenes Geld eine Hebung an das Heilig-Geist-Hospital in Greifswald geben. Bis zum 6. Juni 2009 gehörte der Ort zur Gemeinde Horst.
Jeeser wurde 1276 erstmals genannt. Er gelangte erst teilweise, dann bis 1418 vollständig in den Besitz der Stadt Greifswald (2/3) und seines Heilig Geist Hospitals (1/3). Die 4 Pachthöfe und 4 Büdnerstellen erwirtschafteten die Einnahmen. Bis zum 6. Juni 2009 gehörte der Ort zur Gemeinde Kirchdorf.
Kirchdorf wurde 1314 erstmals erwähnt. Ab 1331 erwarben Greifswalder Bürger Ländereien in Kirchdorf. Das setzt sich fort bis 1761, dann haben alle Erwerber die Besitzungen an die Stadt und das Heilig-Geist-Hospital Greifswald verkauft oder gestiftet.
Klein Behnkenhagen wurde erstmals 1304 als Benekenhaghen genannt. Bis zum 6. Juni 2009 gehörte der Ort zur Gemeinde Behnkendorf.
Klein Miltzow wurde erstmals 1313 als Mildessowe genannt. Bis zum 6. Juni 2009 gehörte der Ort zur Gemeinde Miltzow. Bis zum 6. Juni 2009 gehörte der Ort zur Gemeinde Miltzow.
Mannhagen wurde erstmals 1276 als Manhagen erwähnt. Am 1. Juli 1950 wurde der Ort nach Miltzow eingemeindet.
Middelhagen wurde erstmals 1835 in preußischen Plänen aufgeführt. Bis zum 6. Juni 2009 gehörte der Ort zur Gemeinde Brandshagen.
Miltzow
Neuhof wurde erstmals 1835 in preußischen Plänen aufgeführt. Bis zum 6. Juni 2009 gehörte der Ort zur Gemeinde Brandshagen.
Niederhof wurde Ende des 13. Jahrhunderts als Nedderhof genannt. Bis zum 6. Juni 2009 gehörte der Ort zur Gemeinde Brandshagen.
Oberhinrichshagen wurde als Langenhinrichshagen erstmals 1335 in der Greifswalder Stadturkunden genannt. Bis zum 6. Juni 2009 gehörte der Ort zur Gemeinde Reinberg.
Reinberg wurde 1353 erstmals urkundlich genannt.
Der Kirchenbau begann schon 1220. Die Ländereien befanden sich im Besitz von Greifswalder Bürgern, denen die Stadt und das Heilig-Geist-Hospital Greifswald diese abkauften oder durch Stiftungen in deren Besitz gelangten. Damit gehörte ihnen der gesamte Ort mit allen Ländereien. Eine Besonderheit ist der Sühnestein für Raven Barnekow an der Kirchhofsmauer.
Reinkenhagen wurde 1194 erstmals urkundlich erwähnt. Im 13. Jahrhundert entstand die Dorfkirche. 1961 wurde im Ortsgebiet Erdöl entdeckt und später gefördert, die Förderung endete 1996 wegen Unwirtschaftlichkeit. Heute erinnert das Erdölmuseum im Ort an diese wirtschaftliche Phase in der DDR-Zeit. Am 1. Juli 1950 wurde der Ort nach Miltzow eingemeindet.
Schönhof: Das zweigeschossige neobarocke Gutshaus mit einem dreigeschossigen Zwerchgiebel von um 1919 nach Plänen von Paul Korff für Gutsbesitzer Hermann von Rußdorf wurde abgerissen. Bis zum 6. Juni 2009 gehörte der Ort zur Gemeinde Brandshagen.
Segebadenhau wurde erstmals 1303 als Seghebodenhev urkundlich genannt. Am 1. Juli 1950 wurde der Ort nach Horst eingemeindet.
Stahlbrode wurde erstmals 1337 als Stalbrode und Starbrode wegen der dortigen Fährstelle genannt. Es gab damals sechs Pachthöfe, die sich seit dem 14. Jahrhundert im Eigentum von der Stadt Greifswald und deren Heilig-Geist-Hospital befanden. 1670 wohnten dort fünf Vollbauern. Aus einem Hof entwickelte sich nach 1990 der Landwerthof, der Urproduktion, Verarbeitung, Hofladen, Gastronomie und einen Schulbauernhof umfasst. Am 1. Juli 1950 wurde der Ort nach Reinberg eingemeindet.
Tremt wurde in einer Urkunde 1321 erstmals als Tremete genannt. Nach dem Besitz durch verschiedene Familien kam der Ort bis 1418 mit allen Ländereien an die Stadt Greifswald, aber im Gegensatz zu anderen Orten waren nicht die Hospitale beteiligt. Das wurde vom Herzog Wartislaw IX. im Jahr 1418 bestätigt. Bis zum 6. Juni 2009 gehörte der Ort zur Gemeinde Kirchdorf.
Wendorf wurde erstmals 1321 als Wenthagen urkundlich genannt. Bis zum 6. Juni 2009 gehörte der Ort zur Gemeinde Horst.
Wilmshagen wurde 1361 bei einer Schenkung durch die Gebrüder Lange an das St. Jürgen (auch Georg) Hospital in Greifswald urkundlich genannt. Das ganze Dorf kam bis 1418 in Besitz der Stadt und deren Hospitale St. Jürgen (auch Georg) und St. Spiritus. Auch das wurde in der Bestätigung von Herzog Wartislaw IX. 1418 genannt.
Wüstenfelde wurde 1835 erstmals in Plänen benannt. Am 1. Juli 1950 wurde der Ort nach Brandshagen eingemeindet.

### Wohnplätze
Brinkhof war ein Gehöft im Südwesten von Brandshagen, das von vor 1835 laut PUM bis nach 1920 laut MTB als eigenständige Ortschaft bestand. 1871 hatte Brinkhof 7 Wohnhäuser mit 14 Haushaltungen und 78 Einwohnern, 1867 waren es noch 83. Alle waren evangelischer Konfession. Nach 1880 wurde das bestehende Gehöft als Gut kompakt ausgebaut und bis 1945 betrieben. Danach wurde es in die Ortschaft Brandshagen integriert.

Niederhinrichshagen lag nordwestlich von Reinberg und bestand aus einem separat liegenden Gut und einer Landarbeitersiedlung an einer Straßenabzweigung vor Reinberg. Das Gut mit der zugehörigen Ansiedlung bestand seit 1880 und wurde erst nach 1945 mit der Bodenreform nach Reinberg integriert.
Woltershagen war ein Gehöft in der Randlage von Brandshagen und hatte die gleiche Entwicklung wie Brinkhof (siehe dort). Das Gut war aber nicht so groß wie das von Brinkhof.

1871 hatte Woltershagen 5 Wohnhäuser mit 12 Haushaltungen und 58 Einwohner, 1867 waren es noch 60. Alle waren Mitglied der evangelischen Konfession.

### Wüstungen
Ahrendsee-Rubelow befand sich von vor 1835 laut PUM (Preußisches Urmesstischblatt) bis nach 1920 laut MTB (Messtischblatt) östlich des Kernortes Ahrendsee. Durch den Bau der Bahnstrecke nach Stralsund von 1863 wurde die Siedlung mit Gutshof vom Hauptort getrennt. In der Folge verschwanden die Wohnbauten und nach 1920 waren nur noch die Wirtschaftsgebäude des Gutes vorhanden. Diese verschwanden nach 1945 in Folge der Bodenreform und damit der gesamte Ort. Heute zeigt nur noch ein rechteckiges Buschwerk den Standort des zuletzt vorhandenen Gutshofes an.
1871 hatte Ahrendsee-Rubelow 2 Wohnhäuser mit 3 Haushaltungen und 20 Einwohner, 1867 waren es noch 24. Alle waren Mitglied der evangelischen Konfession.
Blankenhagen lag unweit südöstlich von Wüstenfelde. Es war eine kleine Ansiedlung, die noch 1835 laut PUM bestand, aber schon vor 1880 laut MTB wüst fiel.
Gardist gehörte als Siedlung zur bekannten Burg Gardist und ist mit ihr verbunden.
Grünhof lag östlich dicht bei der Ortschaft Engelswacht, war aber laut PUM 1835 selbständig und war ein größerer Bauernhof. Noch 1880 war es laut MTB vorhanden, verschwand aber vor 1920.
Heidekrug lag westlich von Groß und nördlich von Klein Behnkenhagen. Der Hauptweg, der am Heidekrug vorbeiführte, führte aber an beiden Orten vorbei und ging zur Kakernehler Mühle. Aber bereits vor 1880 wurde laut MTB die Straße durch die beiden Behnkenhagen gebaut und der alte Landweg am Heidekrug wurde beseitigt und damit auch der Krug.
Vorwerk Heidehof lag 1880 laut MTB nordwestlich von Ahrendsee, gehörte aber nicht wie die dazugehörigen Abbaue dazu. Es war aber ein Vorwerk, das wirtschaftlich zum Gut Ahrendsee gehörte. Zwischen 1880 und 1920 wurde das Vorwerk bzw. der Ort aber umbenannt und hieß dann „Berghof“. Der verschwand dann nach 1945 wahrscheinlich im Zuge der Bodenreform.

## Bevölkerung
| Jahr | Einwohner |
| ---- | --------- |
| 2009 | 5431      |
| 2010 | 5409      |
| 2015 | 5108      |
| 2020 | 5232      |

| Jahr | Einwohner |
| ---- | --------- |
| 2021 | 5276      |
| 2022 | 5339      |
| 2023 | 5351      |

 Stand: 31. Dezember des jeweiligen Jahres

## Religion

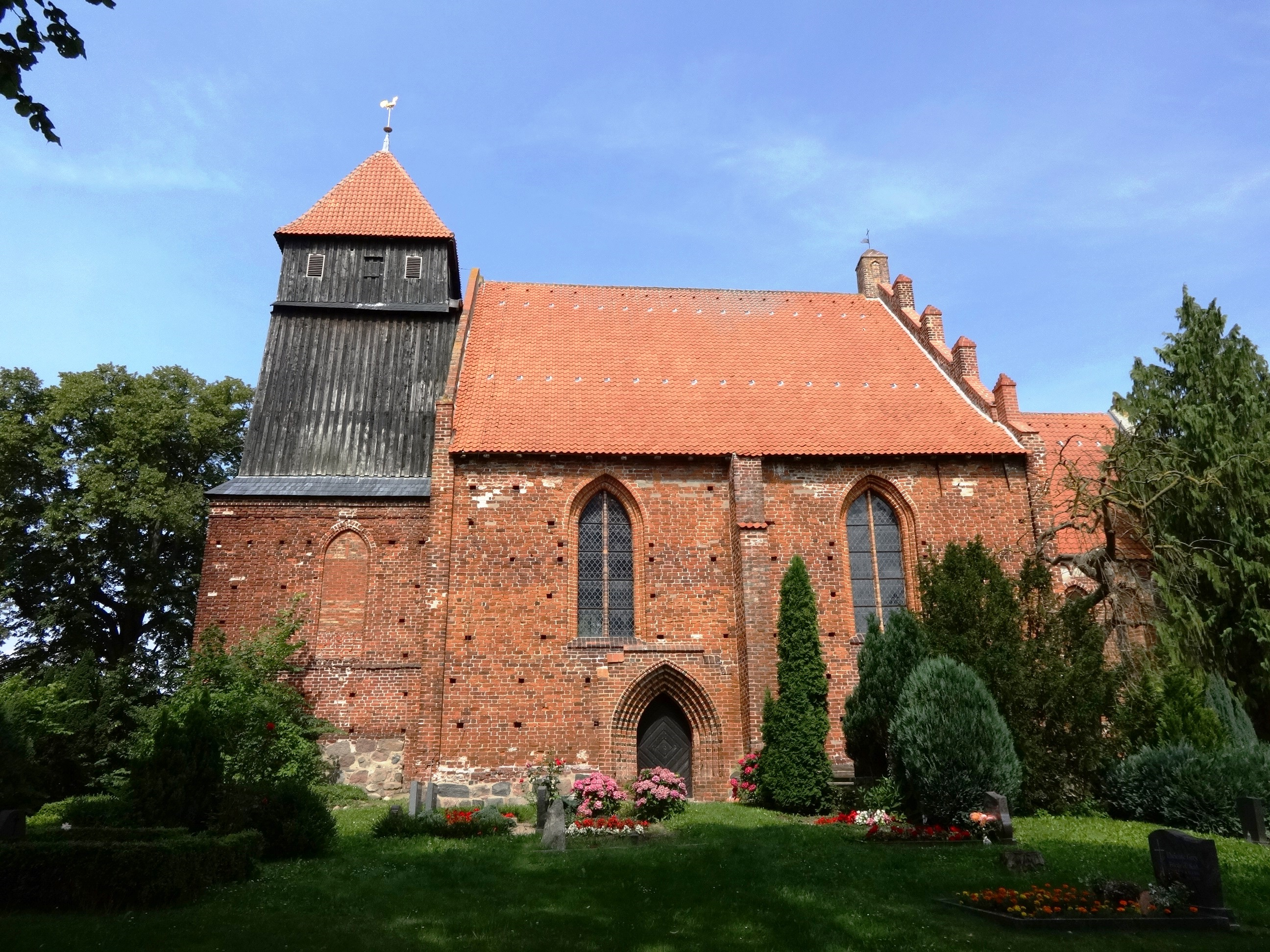
Dorfkirche Reinberg

19,9 % der Bevölkerung sind evangelisch, 2,7 % katholisch (Stand 2011).
Evangelische Gemeindeglieder gehören zu folgenden Kirchengemeinden:
- Brandshagen mit Ahrendsee, Behnkendorf, Berghof, Brandshagen, Groß Behnkenhagen, Groß Miltzow, Klein Behnkenhagen, Middelhagen, Neuhof, Niederhof, Schönhof und Wüstenfelde,
- Horst mit Bremerhagen, Gerdeswalde, Jager (Kapelle), Segebadenhau und Wendorf,
- Reinberg mit Dömitzow, Falkenhagen, Hankenhagen, Jeeser, Kirchdorf (Kirche), Oberhinrichshagen, Stahlbrode (Kapelle) und Tremt,
- Reinkenhagen mit Altenhagen, Engelswacht, Hildebrandshagen, Klein Miltzow, Mannhagen, Miltzow und Wilmshagen.

Sie alle gehören zum Propstei Stralsund im Pommerschen Evangelischen Kirchenkreis der Evangelisch-Lutherischen Kirche in Norddeutschland.
Katholische Gemeindeglieder gehören zu folgenden Kirchengemeinden:
- Ahrendsee, Altenhagen, Behnkendorf, Bremerhagen, Gerdeswalde, Groß-Behnkenhagen, Hildebrandshagen, Horst, Klein-Behnkenhagen, Reinkenhagen, Segebadenhau, Wendorf und Wilmshagen zur Pfarrei Maria Rosenkranzkönigin in Demmin, deren nächste Filialkirche St. Jakobus in Grimmen ist,
- Brandshagen, Dömitzow, Engelswacht, Falkenhagen, Hankenhagen, Jager, Jeeser, Kirchdorf, Mannhagen, Middelhagen, Miltzow, Neuhof, Niederhof, Oberhinrichshagen, Reinberg, Schönhof, Stahlbrode, Tremt und Wüstenfelde zur Pfarrei St. Joseph in Greifswald, die monatlich Gottesdienste in der evangelischen Marienkirche in Brandshagen anbietet.

Beide katholischen Pfarreien gehören zum Dekanat Vorpommern im Erzbistum Berlin.

## Politik

### Gemeindevertretung
Die Gemeindevertretung von Sundhagen besteht aus 16 Mitgliedern. Die Kommunalwahl am 9. Juni 2024 führte bei einer Wahlbeteiligung von 53,5 % zu folgendem Ergebnis:
| Partei / Wählergruppe               | Stimmenanteil 2019 | Sitze 2019 |  | Stimmenanteil 2024 | Sitze 2024 |
| ----------------------------------- | ------------------ | ---------- |  | ------------------ | ---------- |
| CDU                                 | 36,4 %             | 6          |  | 29,2 %             | 5          |
| Bürger für Sundhagen (BfS)          | 40,1 %             | 6          |  | 24,0 %             | 4          |
| AfD                                 | –                  | –          |  | 23,2 %             | 4          |
| Bündnis Junges Sundhagen (BJS)      | –                  | –          |  | 15,1 %             | 2          |
| Die Linke                           | 11,7 %             | 2          |  | 05,0 %             | 1          |
| Einzelbewerber Alexander Walter     | –                  | –          |  | 01,8 %             | –          |
| Einzelbewerber Thomas Wandt         | –                  | –          |  | 00,8 %             | –          |
| Bürger für konservative Werte (BkW) | –                  | –          |  | 00,4 %             | –          |
| DKP                                 | –                  | –          |  | 00,3 %             | –          |
| Einzelbewerber Heiko Mittag         | 05,0 %             | 1          |  | –                  | –          |
| Einzelbewerber Peter Voß            | 04,2 %             | 1          |  | –                  | –          |
| FDP                                 | 01,6 %             | –          |  | –                  | –          |
| Einzelbewerber Bodo Strahl          | 00,5 %             | –          |  | –                  | –          |
| Einzelbewerber Heiko Klar           | 00,4 %             | –          |  | –                  | –          |
| Insgesamt                           | 100 %              | 16         |  | 100 %              | 16         |

### Bürgermeister
- 2009–2014: Hajo Hahn (Bürger für Sundhagen)[9]
- 2014–2022: Helmut Krüger (CDU)[10]
- seit 2022: Thomas Pauketat (CDU)

Krüger wurde in der Bürgermeisterwahl am 26. Mai 2019 ohne Gegenkandidat mit 64,8 % der gültigen Stimmen für eine weitere Amtszeit von fünf Jahren gewählt. Er trat 2022 aus persönlichen Gründen von seinem Amt zurück. In der Bürgermeisterstichwahl am 22. Mai 2022 wurde Pauketat mit 54,2 % der gültigen Stimmen für die restliche Amtszeit von zwei Jahren zu seinem Nachfolger gewählt. Am 9. Juni 2024 wurde er mit 60,9 % der gültigen Stimmen in seinem Amt bestätigt. Seine Amtszeit beträgt fünf Jahre.

### Wappen, Flagge und Dienstsiegel
Die Gemeinde verfügt über kein amtlich genehmigtes Hoheitszeichen, weder Wappen noch Flagge. Als Dienstsiegel wird das kleine Landessiegel mit dem Wappenbild des Landesteils Vorpommern geführt. Es zeigt einen aufgerichteten Greifen mit aufgeworfenem Schweif und der Umschrift „GEMEINDE SUNDHAGEN * LANDKREIS VORPOMMERN-RÜGEN“.

## Sehenswürdigkeiten und Kultur

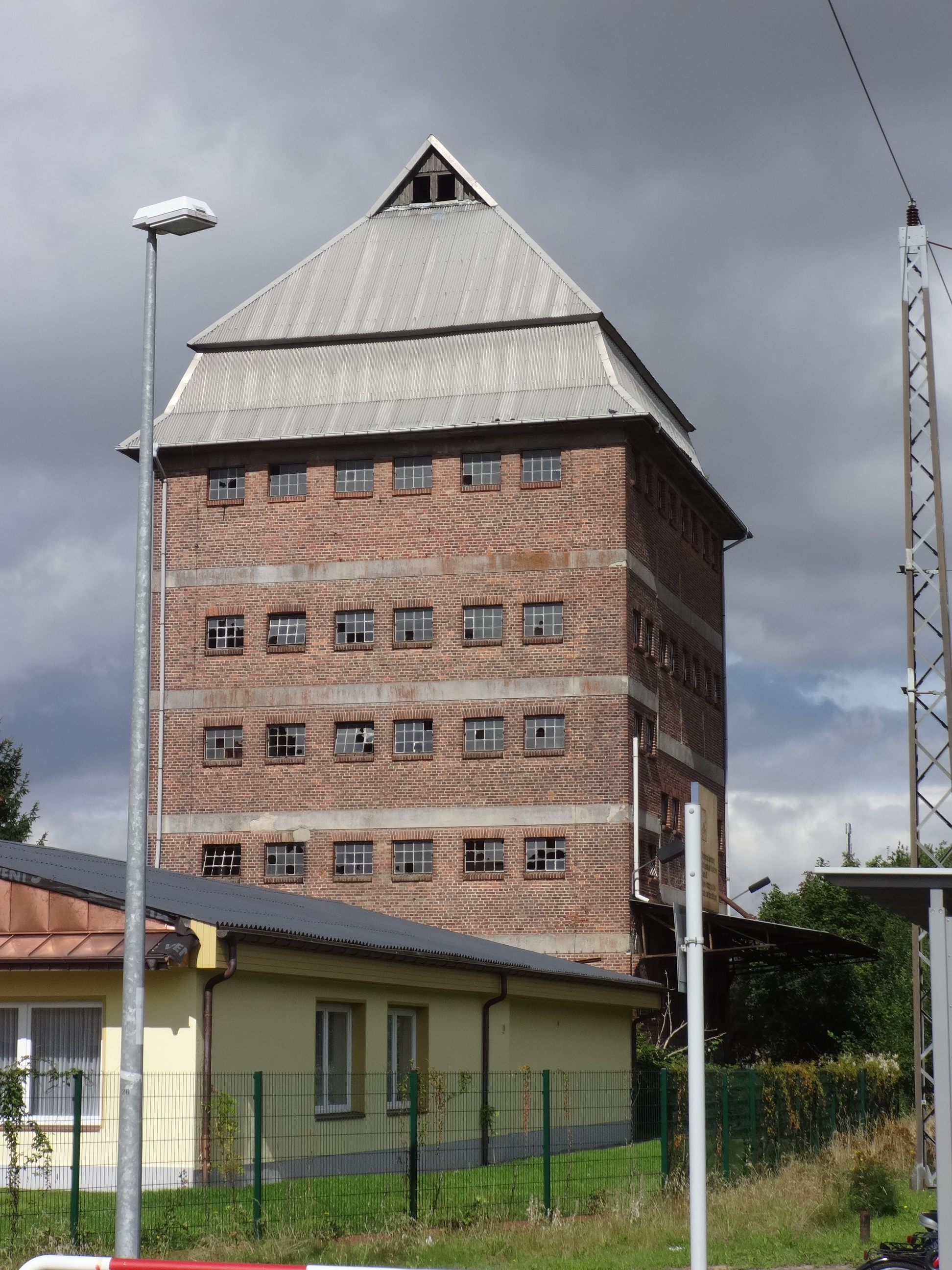
Speicher in Miltzow

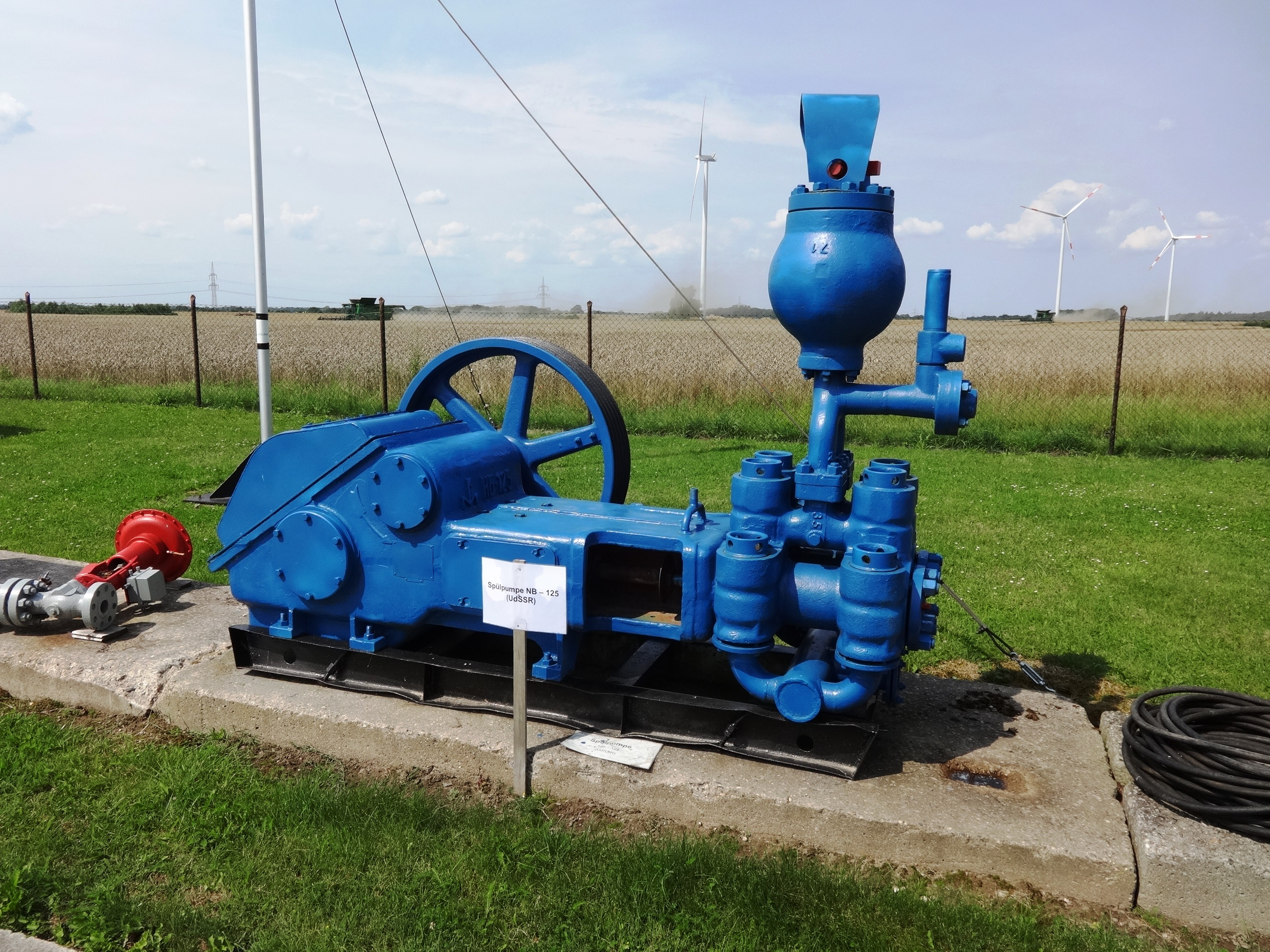
Erdölmuseum Reinkenhagen

### Bauwerke und Bodendenkmale
- Marienkirche in Brandshagen von 1249
- Kirche Horst mit gotischen Chor von um 1300
- Dorfkirche Kirchdorf mit spätgotischen Chor
- Dorfkirche Reinberg mit gotischen Feldsteinchor aus dem 13. Jahrhundert
- Kirche Reinkenhagen mit gotischem Backsteinchor von um 1300
- Gutshäuser in Behnkendorf (Hotel), Bremerhagen, Falkenhagen, Hildebrandshagen, Jager, Kirchdorf, Middelhagen und Niederhof, teilweise mit Gutspark
- Erdölmuseum in Reinkenhagen
- Jüdischer Friedhof bei Niederhof
- Turmhügel in Gerdeswalde, Jager, Jeeser und Segebadenhau
- Burgwall „Die Burg“ bei Kirchdorf, im 13. Jahrhundert als Gardist Burg der Nachkommen der Rügenfürsten
- Bronzezeitliche Grabanlagen, z. B. „Die 7 Berge“
- Spätslawischer Burgwall Niederhof
- Stahlbrode mit der Fähre nach Rügen
- Marina in Neuhof

### Grünflächen und Naherholung
- Im Naturschutzgebiet Kormorankolonie bei Niederhof befindet sich eine der größten Kormorankolonien in Deutschland mit ca. 2.000 Brutpaaren.
- Naturlehrpfad in Bremerhagen, im Landeswald ab den 1960er Jahren entstanden, dazu gehört eine Jagdhütte, die durch die Gemeinde Sundhagen verwaltet wird. In den 1970er Jahren wurde sie mehrmals durch das Ostseestudio Rostock für Fernsehaufnahmen zur Sendung „Waidmannsheil“ genutzt.

## Wirtschaft und Infrastruktur

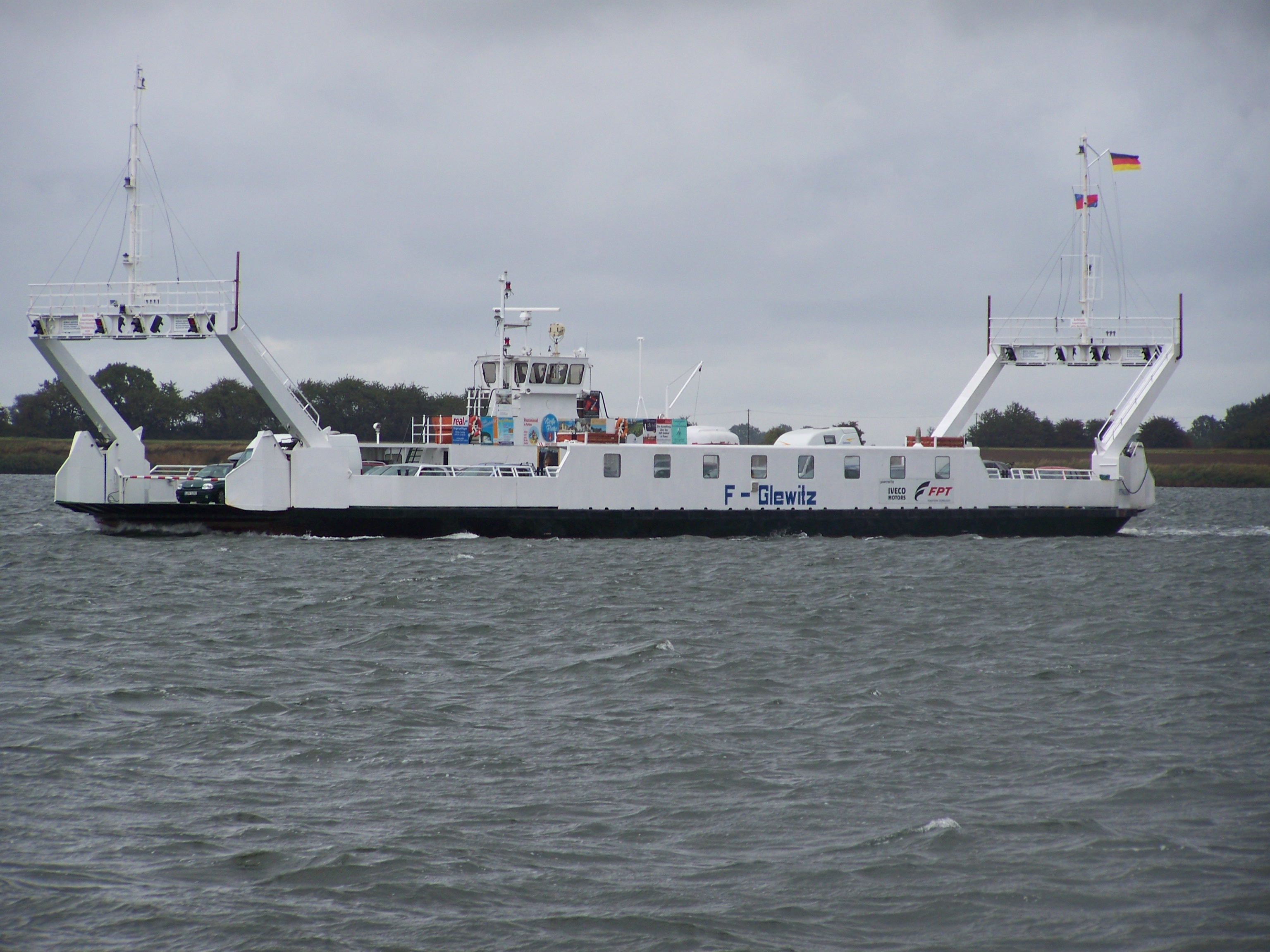
Fähre Stahlbrode

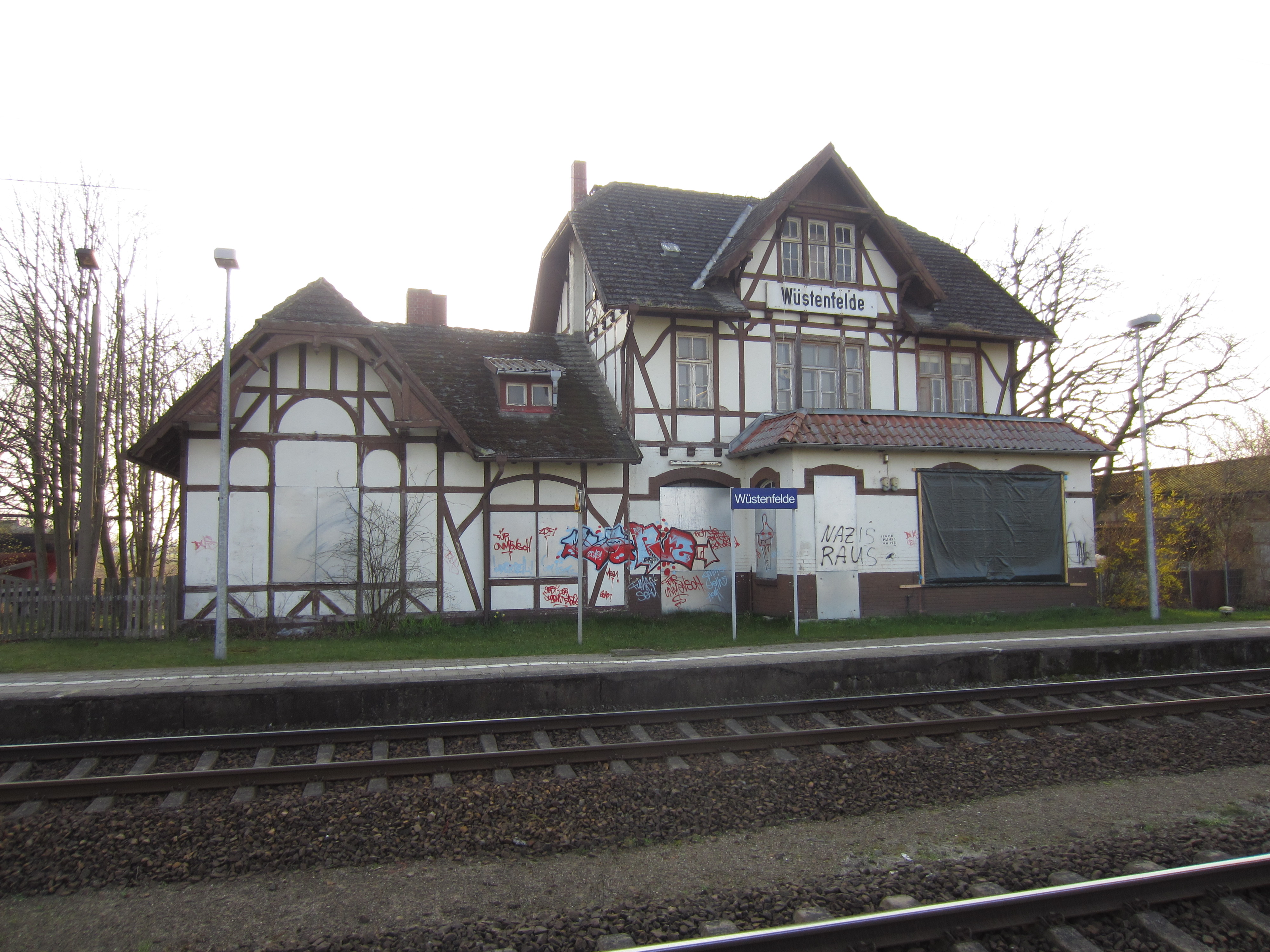
Bahnhof Wüstenfelde

### Verkehr
Durch die Gemeinde führen die Bundesstraße 96 von Stralsund nach Berlin, die Bundesstraße 105 von Stralsund nach Greifswald und die Landesstraße 30 von Grimmen zur Autofähranbindung auf die Insel Rügen im Ortsteil Stahlbrode.
Die Bahnstrecke Angermünde–Stralsund durchquert das Gemeindegebiet. Sie besitzt in der Gemeinde Bahnhöfe bzw. Haltepunkte in Wüstenfelde, Miltzow und Jeeser, die von der Regional-Express-Linie RE 3 (Stralsund–Berlin) bedient werden.
Die Ortsteile der Gemeinde sind durch verschiedene Buslinien an den öffentlichen Nahverkehr angebunden.

### Bildung
- Regionale Schule Reinberg
- Grundschule Brandshagen
- Grundschule Horst

## Söhne und Töchter der Gemeinde
- Caspar von Corswant (1634–1708), Regierungs- und Hofgerichtsrat, in Miltzow geboren
- Albert Georg Schwartz (1687–1755), Historiker und Philosoph, in Horst geboren
- Karl von Harder (1787–1857), preußischer Generalmajor, in Brandshagen geboren
- Rudolf Henning (1852–1930), Germanist, in Kirchdorf geboren
- Carl Felix von Schlichtegroll (1862–1946), Schriftsteller, in Groß Behnkenhagen geboren
- Willy Zielstorff (1866–1938), Agrikulturchemiker, in Jeeser geboren